# Sô (langue)
Pour les articles homonymes, voir SO.
Le sô est une langue môn-khmer parlée au Laos et en Thaïlande.
Au Laos, on appelle la langue le mangkong ou le bru. Les autres noms sont kah so, makong, mang cong, mang-koong, man-koong, so makon, thro. 
Le sô compte 172 000 locuteurs, dont 102 000 au Laos (1993) et 70 000 en Thaïlande (2006, Mahidol), sur les deux rives du Mékong, qui constitue la frontière entre les deux pays. Au Laos, les locuteurs vivent dans les provinces de Khammouane, Thakhek et Savannakhet. En Thaïlande, ils vivent dans le nord-est, dans les provinces de Nakorn Panom, Sakorn Nakorn, Nong Kai et Kalasin. 

## Classification
Le sô appartient au groupe occidental des langues katuiques dans le rameau oriental de la branche môn-khmer des langues austroasiatiques.